# Przymus profilaktyczny
Przymus profilaktyczny – działania profilaktyczne prowadzone na pacjencie bez jego zgody.
Obecnie w medycynie na każde działanie w stosunku do pacjenta (diagnostyczne, profilaktyczne, terapeutyczne, prowadzenie badań naukowych, edukacja studentów) potrzebna jest zgoda udzielana przez samego pacjenta, jego przedstawiciela ustawowego, a niekiedy – w przypadku zwykłego badania lekarskiego – również opiekuna faktycznego. Niekiedy jednak udzielenie takiej zgody jest niemożliwe, na przykład z powodu stanu pacjenta czy niemożności skontaktowania się z jego przedstawicielem. Zazwyczaj w takich sytuacjach lekarz działa dla dobra tego pacjenta. Niekiedy jednak zdarzają się sytuację, w których oprócz dobra postawionego przed nim pacjenta musi on brać pod uwagę również inną wartość – dobro społeczeństwa. Może się więc zdarzyć, że obie te wartości znajdą się ze sobą w kolizji. Prawo wymienia takie sytuacje, w których lekarz, zobowiązany poza nimi do działania dla dobra pacjenta, może podjąć działanie profilaktyczne wobec zdrowego pacjenta, kierując się dobrem społeczeństwa właśnie, podobnie jak w przypadku przymusu leczniczego, a więc przymusowego leczenia pacjenta chorego.
Przymus profilaktyczny odnosi się przede wszystkim do chorób zakaźnych. Przewiduje go Ustawa o zapobieganiu oraz zwalczaniu chorób zakaźnych u ludzi. Art. 6 tej ustawy wprowadza obowiązkowe badania sanitarno-epidemiologiczne, którymi obejmuje osoby podejrzane o zakażenie bądź chorobę zakaźną, noworodki, niemowlęta, ciężarne podejrzane o zakażenie lub chorobę zakaźną mogącą przejść z matki na potomka, nosicieli, ozdrowieńców, osoby z kontaktu z chorym, zakażonym bądź materiałem zakaźnym (na badania osoby takie kieruje powiatowy inspektor sanitarny); uczniów, studentów, w tym studiów doktoranckich, a także pracowników, o ile szkolą się do zadań wiążących się z możliwością przeniesienia choroby na inne osoby lub taką pracę wykonują (na badania kieruje ich osoba kierująca szkołą, rektor uczelni bądź upoważniona przezeń osoba, a w przypadku pracowników pracodawca bądź osoba zlecająca im pracę). Niezastosowanie się do przymusu opisanego w Ustawie o zapobieganiu oraz zwalczaniu chorób zakaźnych u ludzi wiąże się z sankcjami administracyjnymi. Niekiedy zachodzi też potrzeba zastosowania przymusu bezpośredniego w postaci kwarantanny.
Oprócz badań profilaktycznych ustawa ta nakłada także obowiązek szczepień. Obowiązuje tutaj przymus pośredni. Szczepień dokonuje się bowiem wobec osób, które zgłoszą się na szczepienia bądź też nie odmówią ich wykonania, o ile szczepienia odbywają się na terenie instytuacji takiej, jak szkoła, internat, koszary. Jednakże w przypadku osoby nieletniej jej rodzice mają prawo być w wyprzedzeniem poinformowani o planowanym u niej szczepieniu. Mogą oni zgłosić swoje zastrzeżenia. Tadeusz Brzeziński, z jednej strony deceniając zasługi szczepień dla medycyny i podlegających nim pacjentów i uważając ich ideę za słuszną i etyczną, a nawet nie mając żadnych wątpliwości co do tego, uważa jednak, że w przypadku nie wyrażających zgody rodziców należy do tej sytuacji podejść indywidualnie. Wyjątek stanowią choroby uznawane za szczególnie niebezpieczne, w przypadku których w celu umożliwienia zaszczepienia, tak jak i leczenia, można zastosować przymus bezpośredni.